# Staub zu Glitzer
Staub zu Glitzer ist ein freies Theaterkollektiv, das sich 2017 im Zuge der Proteste gegen den Intendanzwechsel an der Volksbühne am Rosa-Luxemburg-Platz formierte. Am 22. September 2017 besetzte es mit der transmedialen Inszenierung B6112 zusammen mit Unterstützern, Anwohnern, Stadt-Initiativen, Kollektiven und Wissenschaftlern das Theater. Seither arbeitet das Kollektiv an der Schnittstelle von Politik und Kunst und setzt sich für die Commonisierung von Kulturinstitutionen ein.
B6112 ist eine fortlaufende Inszenierung, deren Ziel die Etablierung einer radikaldemokratischen Struktur an der Volksbühne ist. Dabei wird auf politische Prämissen gesetzt: „Wir sind ein gewaltfreies Kollektiv, das mit friedlichen Mitteln politische Kunst macht. Seit vielen Jahren arbeiten wir grundsätzlich mit Awareness- und Sicherheitsstrukturen. Beim Aufbau einer Volksbühne der Commons lehnen wir Gewalt ab. Menschenfeindlichkeit jeglicher Art – Ableismen, Rassismen, Antisemitismen, Sexismen, Klassismen oder Altersdiskriminierung struktureller oder expliziter Art sowie Vandalismus lehnen wir ab. Sie werden in unseren Arbeitsstrukturen nicht geduldet und können zum Ausschluss führen.“

## Entstehung
Der durch Kulturstaatssekretär Tim Renner (SPD) angekündigte Intendanzwechsel an der Volksbühne am Rosa-Luxemburg-Platz versetzte die internationale Theaterszene in Aufruhr. Angekündigt wurde am 22. April 2015, dass Frank Castorf nach 25 Jahren abgesetzt und an seiner Stelle der Museumskurator Chris Dercon ernannt werde.
Neben zahlreichen Debattenbeiträgen in den deutschen und internationalen Feuilletons wurde am 20. Juni 2016 ein offener Brief der Mitarbeiterschaft der Volksbühne veröffentlicht. Darin hieß es: „Dieser Intendantenwechsel ist keine freundliche Übernahme. Er ist eine irreversible Zäsur“.
Der Brief wurde als Protest gegen die künstlerische Neuausrichtung des Hauses gewertet. „Das Schreiben ist mit insgesamt 180 Namen gezeichnet, darunter Mitarbeiter der Gewerke, aber auch viele Regisseure und Schauspieler, die teils fest oder als Gäste am Haus arbeiten, darunter Christoph Marthaler oder Herbert Fritsch, Martin Wuttke, Kathrin Angerer, Birgit Minichmayr oder Sophie Rois.“
Staub zu Glitzer gibt an, eine Gruppe Studierender sei von Mitarbeitern der Volksbühne während einer Besetzung des Instituts für Sozialwissenschaften an der Humboldt-Universität Berlin angesprochen und gefragt worden, ob sie sich auch eine Besetzung der Volksbühne vorstellen könnten. Daraufhin fanden Treffen zwischen Besetzern der Universität, weiteren Interessierten und Volksbühnenpersonal in den Räumlichkeiten der Volksbühne statt, bei denen die Option einer Protestbesetzung besprochen wurde.
Die Volksbühnenangestellten entschieden sich schließlich Ende März 2017 gegen eine Besetzung, woraufhin sich die inzwischen gewachsene Formation jedoch dazu entschied weiterzuarbeiten.
Am 1. April 2017 fand ein Trauermarsch zur Volksbühne statt, der unter anderem von späteren Besetzern organisiert und angeführt wurde.

## B6112 an der Volksbühne am Rosa-Luxemburg-Platz

### DAU an der Volksbühne und Kooperation mit Ilya Khrzhanovsky
Das Kollektiv behauptet auf einer Kampagnenwebsite im Februar 2023, im Juni 2017 eine Kooperationsvereinbarung mit dem Regisseur Ilya Khrzhanovsky eingegangen zu sein:

„Zu René Pollesch nahmen wir im Juni 2017 Kontakt auf, nachdem wir mit Ilya Khrzhanovzky eine Kooperationsvereinbarung getroffen hatten. Ursprünglich sollte Khrzhanovsky mit seinem Großprojekt DAU/Freiheit Chris Dercons Volksbühne eröffnen. Es fanden mehrfach subversive Treffen zwischen Pollesch, Khrzhanovsky, einer Vertretung unseres Kollektivs und weiteren Zeug*innen statt. Zuvor waren unsere Vertreter*innen auf Einladung und Rechnung Khrzhanovskys nach London gereist, um DAU in der Piccadillystreet 100 besser kennenzulernen. Geplant war ursprünglich, eine Replik der Berliner Mauer, gestaltet von namhaften Künstler*innen, in einer Nacht- und Nebelaktion um die Volksbühne zu errichten. Im inneren der Mauer sollte über einen Zeitraum von 4 Wochen ein Staat nach sovjetischem Vorbild nachgestellt werden. Angedacht war, B6112 und DAU/Freiheit temporär verschmelzen zu lassen und so die Kollektivierungsphase der Volksbühne einzuleiten.“

Die Angaben des Kollektivs decken sich mit dem im Februar 2018 im monopol Magazin erschienenen Bericht „Berlins geheimstes Kulturprojekt. Russische Performer wollten vor Volksbühne russische Enklave aufbauen“. Dort heißt es:

„Die Spielzeit 2017/1018 an der Berliner Volksbühne begann mit vielen Schließtagen – die einzigen, die Leben in das Theater am Rosa-Luxemburg-Platz brachten, waren illegale Besetzer. Monopol enthüllt in seiner Märzausgabe, was Intendant Chris Dercon wirklich plante: eine mehrwöchige Megaperformance (…). Der Aufbau eines sowjetischen Sektors am Rosa-Luxemburg-Platz scheiterte.“

### Durchführung
Am 22. September 2017 begann die transmediale Inszenierung B6112 an der Volksbühne am Rosa-Luxemburg-Platz. Gegen 15 Uhr betrat eine Gruppe von etwa 40 Personen das Theatergebäude. Ein Banner mit der Aufschrift „Doch Kunst“ wurde über die Fenster des Sternfoyers an der Fassade befestigt und für 17 Uhr eine Pressekonferenz angekündigt.
Die Schauspielerin Andrea Kurmann verkörperte in der Pressekonferenz die Pressesprecherin Rosalia Rabe-Bluhm. In ihrer Ansprache, die sie von einem Dokument ablas, erklärte sie die Ziele des Kollektivs und lud alle ein, sich an der „transmedialen Inszenierung nach einer Poetik der Mimesis 2.0“ zu beteiligen. Neben der Sprecherin wurde ein originalgetreuer Nachbau der taktischen amerikanischen Atomwaffe B61-12, die als namengebend für die Inszenierung gilt, aufgestellt. Die Rede wurde im vollen Eingangsfoyer immer wieder von tosendem Applaus unterbrochen und unter anderem in der FAZ live gestreamt. Über sechs Tage fanden in den Seitenfoyers, dem Sternfoyer und den Salons und im Außenbereich Veranstaltungen wie Performances, Konzerte, Diskursveranstaltungen, Tanzperformances, Treffen von Arbeitsgruppen, Filmvorführungen und Partys statt.
Ankommende konnten sich an einem Infopoint tagesaktuell über das anstehende Programm informieren. Sie konnten eigene Projekte anregen und einbringen und sich selbstständig Raum suchen für ihre Vorhaben. Die Clubkollektive, die sich mit einer eigenen Ansprache in der Pressekonferenz zu Wort gemeldet hatten, veranstalteten einen 96-Stunden Rave im Roten Salon. Im Hof versorgte eine Küfa (Küche für alle) 24 Stunden am Tag die Partizipierenden mit warmen Speisen und Getränken. Auf einer Webseite präsentierte das Kollektiv eine Unterstützerliste und ein Programm, das fortlaufend ergänzt wurde. Neben Security Personal brachte Staub zu Glitzer auch ein Awareness-Team mit. Ein Pressebüro und ein Awarenessraum wurden eingerichtet. Außerdem wurde von Freifunk frei zugängliches Wlan installiert.
Am 28. September setzte Intendant Chris Dercon, nachdem tagelang in Hinterzimmern aber auch öffentlich verhandelt wurde, sein Hausrecht durch und ließ die Inszenierung polizeilich räumen. Einige Teilnehmer ließen sich von der Polizei unter Applaus der Umstehenden aus dem Haus tragen. Es gab keine Verletzten.

### Spaltung des Kollektivs 2018
Seit Januar 2018 richtete sich ein Teil des Kollektivs in den Räumlichkeiten der Kultstätte Keller Club in der Karl-Marx-Straße 52 in Neukölln ein. Nach internen Streitigkeiten über die Ausrichtung der gemeinsamen Arbeit gingen die Gruppen getrennte Wege. Während die Neukölln Gruppe unter dem Namen NIE Kollektiv versuchte, sich einen Namen in der Berliner Off-Theater-Szene zu machen, blieb Staub zu Glitzer weiter am Thema Volksbühne dran. Insbesondere Fragen zum Thema Queerfeminismus führten zur Spaltung. Aus dem NIE Kollektiv heraus wurden später die rechten Hygiene-Demonstrationen initiiert, was zu weiteren Spaltungen der Neukölln Gruppe führte. Zum NIE Kollektiv gehörten u. a. die wegen Verwendung von Kennzeichen verfassungsfeindlicher Organisationen verurteilte Filmemacherin Lydia Dykier. Ein weiteres bekanntes Mitglied war Hendrik Sodenkamp, Co-Gründer der rechten Querfrontpublikation Demokratischer Widerstand und früherer Assistent des Volksbühnen-Dramaturgen Carl Hegemann.

## Transmedialität
Das Kollektiv beruft sich in seiner Publikation „Operation Staub zu Glitzer“ von 2018 auf das Transmedia Manifest, das im Rahmen der Frankfurter Buchmesse 2011 verfasst wurde, und dessen elf Thesen. In Anlehnung an dieses Manifest entwickelte Staub zu Glitzer sein Konzept der transmedialen Theaterinszenierung B6112. „Transmediale Erzählformate finden dem Kollektiv zufolge hauptsächlich in Werbekampagnen Anwendung, wenn es darum geht, Freiwillige dazu zu bewegen, ihre Arbeitskraft unentgeltlich für die Bewerbung eines Produkts zur Verfügung zu stellen.“ Bei B6112, heißt es, liege der Schwerpunkt jedoch „im Emanzipatorischen, nicht im Profitstreben.“
Die Sprecherin Sarah Waterfeld war im Jahr 2014 Lehrbeauftragte für „Transmediale Strategien politischer Intervention“ an der Universität Potsdam und hatte bereits eine transmediale Romanreihe im Eulenspiegel Verlag veröffentlicht.

## Aktionen und Projekte nach 2017

### Kampagnen und stadtgesellschaftliche Projekte
Staub zu Glitzer hat nach der Intervention an der Volksbühne im September 2017 zahlreiche künstlerische und politische Projekte initiiert und umgesetzt. Zu den wichtigsten Aktionen gehören die vier Monate andauernde Besetzung des Jugendfreizeitschiffs Freibeuter in der Rummelsburger Bucht (2018–2019), der Alternative Volksbühnen-Gipfel „Vorsicht Glitzer***“ im Mensch Meier (2019). Im Dezember 2019 initiierte das Kollektiv eine Protestaktion am Deutschen Theater, die von Donna Haraway unterstützt wurde, zusammen mit dem queerfeministischen Hausprojekt Liebig34. In Zusammenarbeit mit anderen Gruppen organisierte Staub zu Glitzer diverse Kundgebungen gegen rechtsextreme Strukturen in Berlin, insbesondere während der COVID-19 Pandemie. Weitere Interventionen sind die Organisation von Unterstützung prominenter Kulturschaffender für die „Kein-Haus-Weniger“-Kampagne (2020) sowie die Initiierung des „Kongress der Sorge“ im HAU Hebbel am Ufer (2022).

### Bewerbung um Volksbühnen-Intendanz 2025
Im Januar 2025 bewarb sich Staub zu Glitzer um die kollektive Intendanz der Volksbühne als Nachfolge René Polleschs, die die „Überwindung des Intendanzsystems“ zugunsten eines „Theaters der Commons“ anstrebe. Aufgrund des als intransparent empfundenen Auswahlverfahrens durch ein anonymes Expertengremium des Kultursenators Joe Chialo veröffentlichte die Initiative ihr Bewerbungsschreiben mit Unterstützungsschreiben von Friedrich von Borries, Nora Sternfeld und anderen Kulturschaffenden, die teils ähnliche Modellprojekte begleiteten. Am 7. Februar 2025 gab Chialo die Matthias Lilienthals bekannt.

## Mitglieder
Staub zu Glitzer hat sich immer bedeckt gehalten, was die tatsächliche Anzahl seiner Mitglieder und deren Namen angeht. Neben der Autorin Sarah Waterfeld sind jedoch auch andere Mitglieder des Kollektivs namentlich bei Auftritten, in Interviews oder in Publikationen öffentlich in Erscheinung getreten. Dazu gehören die Schauspielerin Anna-Sophie Friedmann, der Cyber-Experte Patrick Luzina, der Influencer Nils Bunjaku, die Filmemacherin Philine Reimer, der Fotograf Maximilian Böhme, die Dramaturgin und Lyrikerin Kasia Wojcik, Kulturjournalist*in Falk Lörcher, Comic-Zeichnerin und Aktivistin Lina Gröttrup, die Autorin Luise Meier und Politikwissenschaftler*in Cecilia Hussinger.

## Kontroversen

### #Metoo-Verfahren gegen Klaus Dörr
In der Berliner Zeitung suggeriert die Journalistin Birgit Walter, bei dem #Metoo Beschwerdeverfahren gegen den Interimsintendanten Klaus Dörr könne es sich um eine „Racheaktion“ der Staub zu Glitzer Sprecherin Sarah Waterfeld gehandelt haben, weil Klaus Dörr das „künstlerische Projekt“ des Kollektivs abgelehnt habe. Waterfeld rühme sich bei Instagram, sich für den „Sturz Dörrs und das Ende der patriarchalen Tyrannei eingesetzt zu haben“.
Vorwürfe, die später von Rüdiger Schaper im Tagesspiegel und Simon Strauß in der FAZ wiederholt wurden. Walter bezieht sich in ihrem Artikel auf ein Interview auf dem Instagram-Kanal des Zürcher Neumarkt Theaters mit der Sprecherin, lässt diese Quelle selbst aber unerwähnt. Waterfeld, die über ihre Beteiligung an dem Beschwerdeverfahren als Beraterin bereits in Interviews mit dem Spiegel und der Welt berichtet hatte, reagierte auf die Vorwürfe im Neuen Deutschland und spricht ihrerseits von einer Rehabilitierungskampagne: „Nichtsdestotrotz entblödet sich die Frack- und Faltenrockfraktion der Kulturberichterstattung aktuell nicht, sich an einer Rehabilitierungskampagne des geschassten Intendanten zu versuchen.“